# 마르코 보리엘로
마르코 보리엘로(이탈리아어: Marco Borriello, 1982년 6월 18일, 나폴리 ~ )는 이탈리아의 전 축구 선수로, 포지션은 스트라이커다.
이전까지는 AC 밀란, UC 삼프도리아, FBC 트레비소 1993, 레지나 칼초, 엠폴리, 트리에스티나 그리고 제노아에서 활약한 바 있다.